# 陆永兰
陆永兰（1974年—），江西九江人，汉族，中华人民共和国政治人物、第十二届全国人民代表大会江西地区代表。
毕业于中国劳动关系学院专业。加入中国共产党。担任江西九江市总工会职工学校职工。2008年起担任全国人大代表。2013年，担任全国人大代表。